# Nordrupøster Sogn
Nordrupøster Sogn er et sogn i Ringsted-Sorø Provsti (Roskilde Stift).
I 1800-tallet var Farendløse Sogn anneks til Nordrupøster Sogn. Begge sogne hørte til Ringsted Herred i Sorø Amt. Nordrupøster
-Farendløse sognekommune blev ved kommunalreformen i 1970 indlemmet i Ringsted Kommune.
I Nordrupøster Sogn ligger Nordrup Kirke.
I sognet findes følgende autoriserede stednavne:
- Giesegård (bebyggelse, ejerlav, landbrugsejendom)
- Hætterne (bebyggelse)
- Klippede (bebyggelse, ejerlav)
- Kongshøj (bebyggelse)
- Læhuse (bebyggelse)
- Maglebjerg Skov (areal)
- Mikkelborg (bebyggelse)
- Mulstrup (bebyggelse, ejerlav)
- Mulstrup Indelukke (bebyggelse)
- Nordrup (bebyggelse, ejerlav)
- Nordrup Hestehave (bebyggelse)
- Sandås Tykke (areal)